# Pfarrkirche Trausdorf an der Wulka

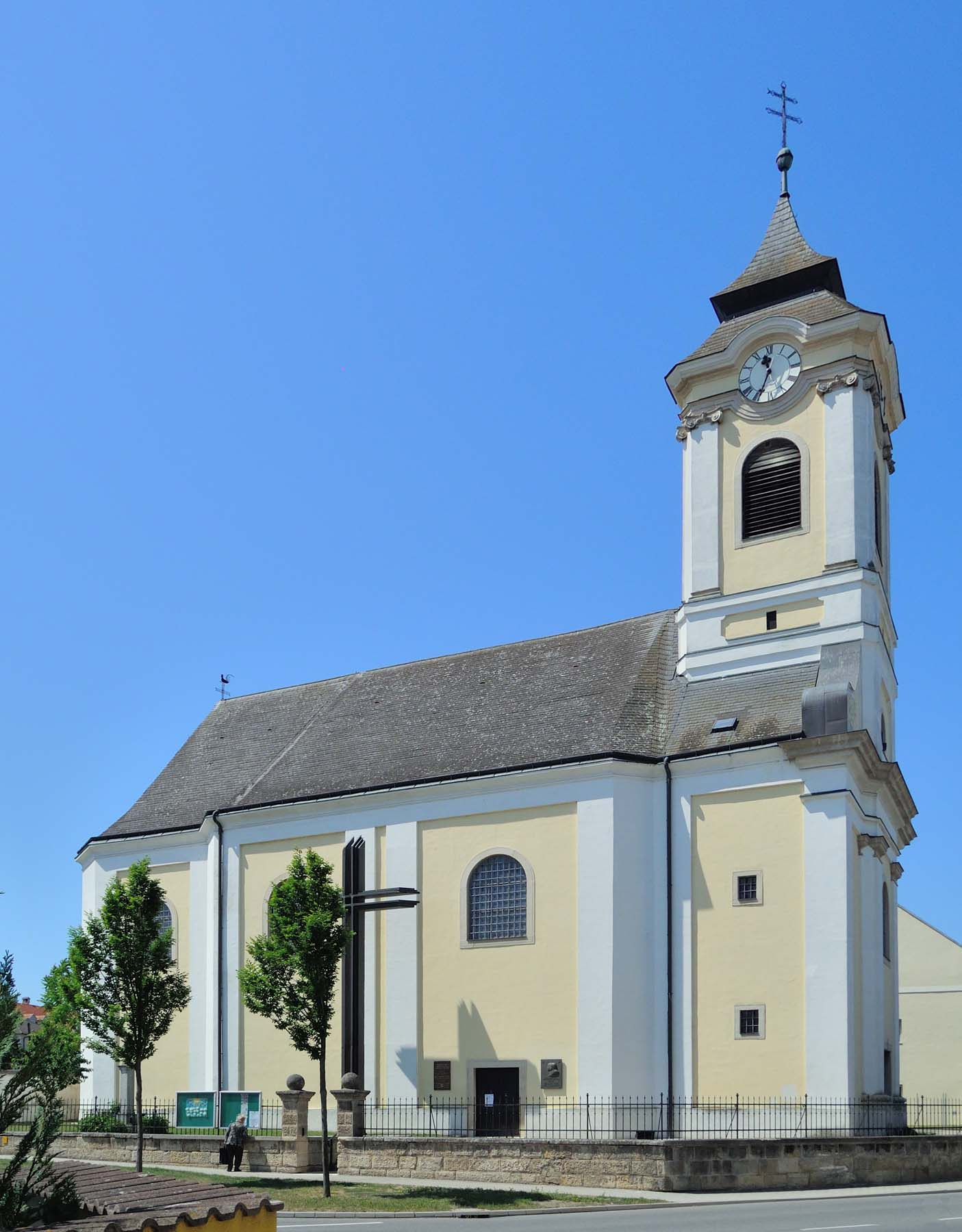
Kath. Pfarrkirche hl. Laurentius in Trausdorf an der Wulka

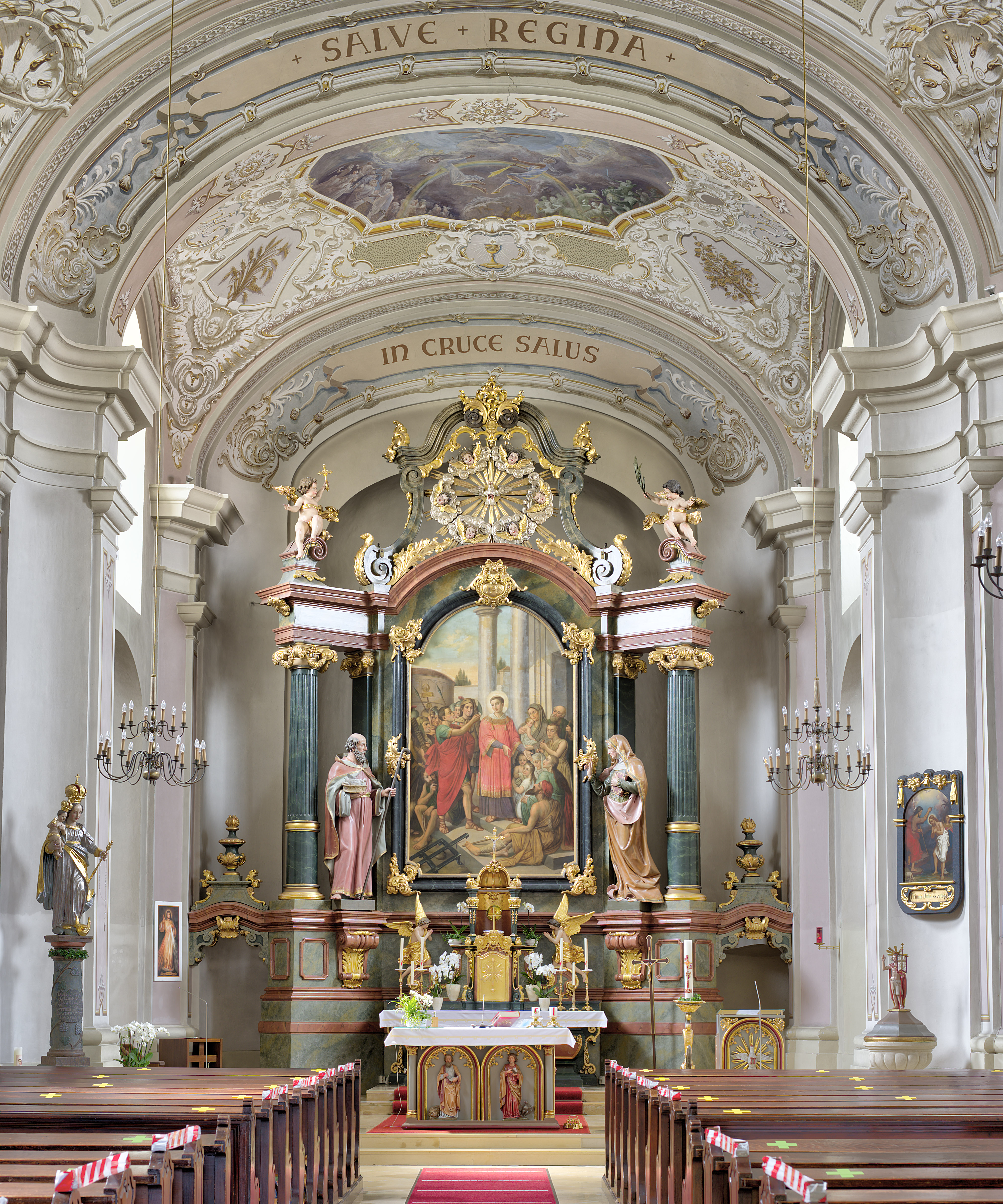
Innenansicht der Pfarrkirche

Die römisch-katholische Pfarrkirche Trausdorf an der Wulka steht mitten im Ort im alten Friedhof in der Gemeinde Trausdorf an der Wulka im Bezirk Eisenstadt-Umgebung im Burgenland. Die dem heiligen Laurentius von Rom geweihte Pfarrkirche gehört zum Dekanat Trausdorf in der Diözese Eisenstadt. Die Kirche steht unter Denkmalschutz.

## Geschichte
Eine wohl mittelalterliche Pfarre wurde 1589 urkundlich genannt. Eine Kirche des 17. Jahrhunderts wurde 1764 demoliert und bis 1767 durch einen spätbarocken Neubau ersetzt. 1969 war eine Restaurierung.

## Architektur
Der einschiffige spätbarocke Kirchenbau hat einen nördlichen Fassadenturm über einem eingezogenen Vorbau mit Faschengliederung und Mittelrisalit. Die Hauptfront hat geschweifte Giebelecken und der Turm trägt einen mansardenförmigen Spitzhelm. Das Langhaus hat eine Fassadengliederung mit Faschen. Der gerade geschlossene eingezogene Chor ist an den Ecken abgeschrägt. Die Sakristei ist westlich des Chores angebaut. Das einfache rechteckige Nordportal zeigt die Jahresangabe 1767 am Keilstein.

## Ausstattung
Der Hochaltar aus 1897 ist ein mächtiger neubarocker Aufbau mit einem geschweiften Volutenaufsatz über kannelierten ionischen Säulen und zeigt das Altarbild hl. Laurentius und trägt die Seitenfiguren Joachim und Anna.
Die Orgel mit 12 Registern einem Gehäuse aus der zweiten Hälfte des 19. Jahrhunderts wurde 1984 von Gebrüder Krenn in Graz gebaut. Eine Glocke ist mit Johann Puterl, Wr. Neustadt 1699 bezeichnet.